# Microtendipes masaakii
Microtendipes masaakii är en tvåvingeart som beskrevs av Ashe 1990. Microtendipes masaakii ingår i släktet Microtendipes och familjen fjädermyggor. Inga underarter finns listade i Catalogue of Life.